# Parasyrisca khubsugul
Parasyrisca khubsugul Ovtsharenko, Platnick & Marusik, 1995 è un ragno appartenente alla famiglia Gnaphosidae.

## Etimologia
Il nome della specie deriva da khubsugul, vecchia traslitterazione della provincia mongola del Hôvsgôl.

## Caratteristiche
L'olotipo maschile rinvenuto ha lunghezza totale è di 7,80mm; la lunghezza del cefalotorace è di 3,15mm; e la larghezza è di 2,80mm.

## Distribuzione
La specie è stata reperita in Mongolia: l'olotipo maschile è stato rinvenuto sui pianori alpini di Zhargalant, nei pressi della catena montuosa del Tarbagatai, appartenente alla Provincia del Hôvsgôl.

## Tassonomia
Al 2015 non sono note sottospecie e dal 1995 non sono stati esaminati nuovi esemplari.